# 애나 윈터
애나 윈터 여사(영어: Dame Anna Wintour 1949년 11월 3일 ~ )는 영국에서 태어난 미국의 패션 언론인이며, 보그 미국판의 편집장이다. 패션계의 교황으로도 불리며 많은 인맥을 가지고 있다. 패션 자선행사인 맷 갈라의 주최자이다.

## 경력
- 1970년 영국 하퍼스 앤 퀸(Harpers & Queen) 어시스턴트
- 1976년 하퍼스 바자(Harper's Bazaar) 패션 에디터
- 1983년 미국 보그(Vogue) 크리에이티브 디렉터
- 1986년 영국 보그 편집장
- 1987년 하우스 앤 가든(House & Garden) 편집장
- 1988년 ~ 현재 미국 보그 편집장

## 관련 영화
- 셉템버 이슈 - 본인 역
- 애니 레보비츠: 렌즈를 통해 들여다본 삶 - 본인 역
- 발렌티노: 마지막 황제 - 본인 역
- 빌 커닝햄 뉴욕 - 본인 역
- 쥬랜더 리턴즈
- 헬무트 뉴튼: 나쁘거나 혹은 아름답거나 - 본인 역

## 관련 도서
- 워너비 윈투어 - 평전

## 서훈
- 2008년 대영 제국 훈장 4등급(OBE)[1]
- 2017년 대영 제국 훈장 2등급(DBE, 작위급 훈장)[2]